# Kobane Calling
Kobane Calling est une bande dessinée écrite et conçue par l'auteur italien Zerocalcare. Une partie de l'ouvrage a été publiée en janvier 2015 sur Internazionale, un hebdomadaire italien.
L'ouvrage est un reportage graphique du voyage que l'auteur a effectué au Kurdistan syrien et à la frontière syro-turque, à quelques kilomètres de la ville assiégée de Kobanî, parmi les défenseurs kurdes de la région autonome démocratique du Rojava, ayant lutté contre les forces de l'État islamique, notamment les troupes du YPG. Leurs idées progressistes, démocratiques et féministes constituent une forte fascination pour l'auteur.

## Synopsis

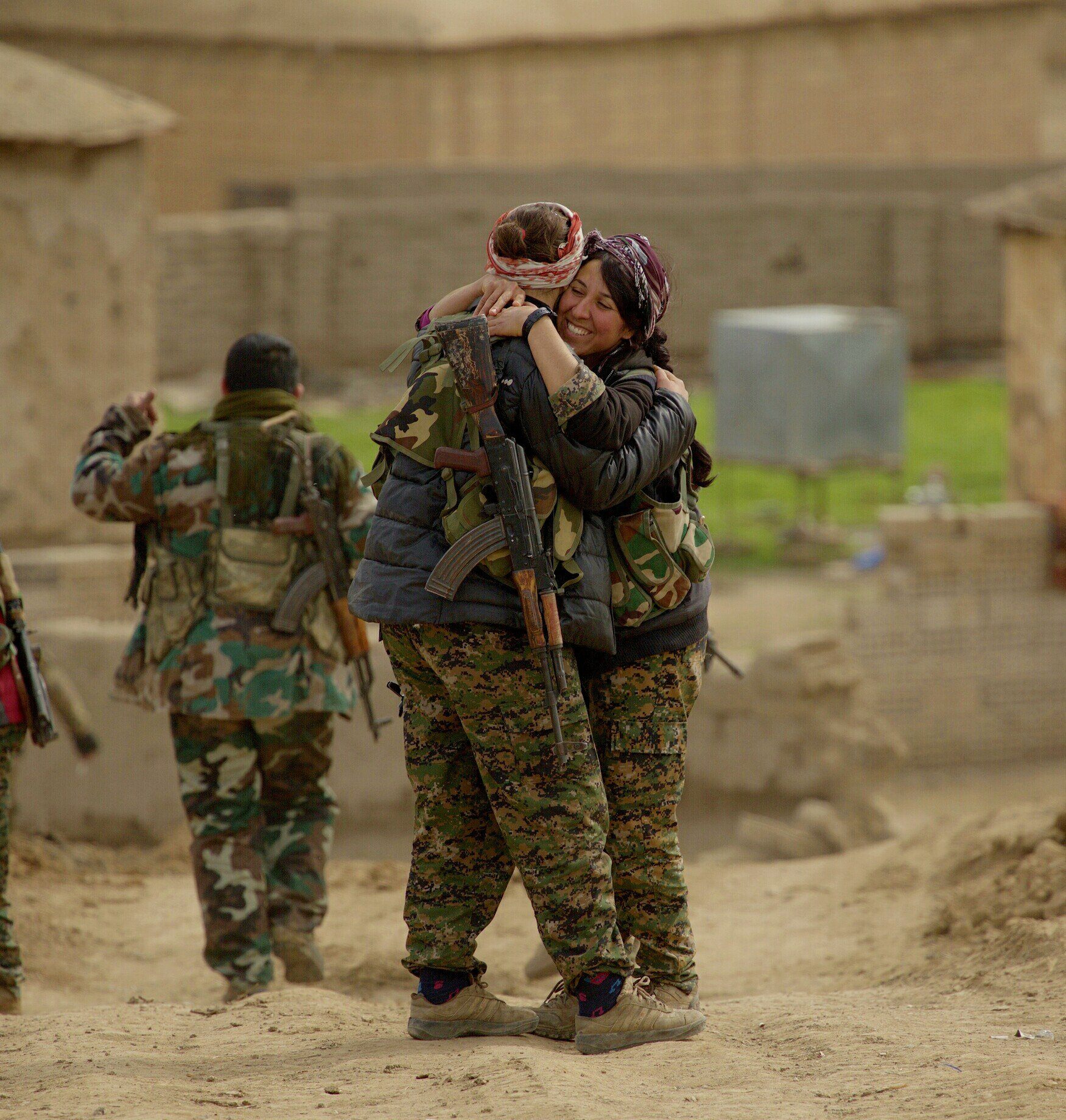
Femmes combattante kurdes du YPG

Dans la première partie de la bande dessinée, Zerocalcare raconte les raisons qui l'ont poussé à se rendre dans la petite ville de Mehser, à la frontière turco- syrienne, à quelques encablures de la ville assiégée de Kobanî, qui est le symbole de l'indépendance de la Région autonome du Rojava, majoritairement peuplée de Kurdes, et qui a lutté contre les forces de l'État islamique,,.
L'illustrateur raconte avec humour les résultats de l'annonce faite à ses parents de son départ vers Kobanî, avec un groupe de volontaires romains pour soutenir la résistance kurde et raconter objectivement le conflit avec des témoignages de première main. L'arrivée et la permanence sont ensuite retracées dans les dessins avec l'humour et les digressions typiques du style Zerocalcare, mais avec un esprit critique à l'égard des contradictions avec lesquelles les interventions sont menées au niveau international et une implication émotionnelle très forte à l'égard des personnes connues et des volontaires,.

## Réception en France
Les critiques à la suite de la traduction en français de ce roman graphique sont excellentes : 
- 4 sur 5 chez BD Gest'[7]
- 7,3 sur 10 chez SensCritique[8]
- 4,31 sur 5 chez Babelio[9]
- 4 sur 5 chez BDthèque[2]
- 2 sur 4 chez PlanetBD[10]
- 4 sur 5 chez Lachasseauxlivres[11]
- 4 sur 5 chez Critiques libres[12]

## Adaptations
Pièce de théâtre
Le 2 novembre 2018, Kobane Calling On Stage, la toute première adaptation théâtrale du roman graphique original Kobane Calling, a fait ses débuts au Teatro del Giglio de Lucca, en Italie, lors de la convention Lucca Comics & Games. La pièce est mise en scène par Nicola Zavagli, tandis que Zerocalcare est interprété par l'acteur Lorenzo Parrotto. Le spectacle était en tournée en Italie pendant la saison 2019-2020, et a repris pendant la saison 2022-2023, à partir du Teatro Bellini de Naples en mai 2022.
Livre audio
Une édition de livre audio en italien est sortie en octobre 2021, exclusivement sur Storytel,.